# ホセ・マヌエル・ヒメネス・オルティス
マネ（Mané）ことホセ・マヌエル・ヒメネス・オルティス（José Manuel Jiménez Ortiz, 1981年12月21日 - ）は、スペイン・タリファ出身の元サッカー選手。現役時代のポジションは左SB、左SH。

## 経歴
20代半ばまで下部リーグでプレーしていた苦労人。2006-07シーズンに当時セグンダ・ディビシオンに所属していたUDアルメリアに加入すると、タイミングが良く守備を破綻させない上下動で攻撃を活性化した。クラブは2位でシーズンを終え、2007-08シーズンにはプリメーラ・ディビシオンに初参戦した。クラブ最多の36試合に出場し、クラブは8位という好成績を残した。この活躍により、リーグ屈指の左サイドバックとして一躍注目を集めた。Sky Sportsのギジェム・バラゲは、クラブのMVPとしてマネを選出した。2009年6月4日、移籍金250万ユーロの4年契約でヘタフェCFに移籍した。2009-10シーズンはチームトップタイの35試合に出場し、リーグ10位の3208分出場（チームトップ）を果たした。出場権を争ったライバルのビジャレアルCF戦では、ミドルシュートを放って先制点を演出し、後半にはフリーキックでを直接決めて、UEFAヨーロッパリーグ出場権獲得に貢献した。

## 所属クラブ
- 2001-2002  レアル・バロンペディカ・リネンセ（2部B）
- 2002-2003  CDディテル・サフラ（2部B）
- 2003-2005  アトレティコ・マドリードB（2部B）
- 2005-2006  シウダ・デ・ムルシア（2部）
- 2006-2009  UDアルメリア
- 2009-2013  ヘタフェCF
- 2013  マッカビ・テルアビブFC
- 2013-2015  UDアルメリア
- 2016-2018  アルヘシラスCF

## トリビア
2007-08シーズンと2008-09シーズンのUDアルメリアには、ホセ・オルティス・ベルナルとフアン・マヌエル・オルティスが在籍していた。マネ（本名はホセ・マヌエル・ヒメネス・オルティス）と合わせて、"オルティス"という姓を持つ選手が3人在籍していた。